# Iriatherina werneri
Genre
Espèce
Iriatherina werneri ou Poisson arc-en-ciel filigrane est une espèce de poissons arc-en-ciel (Melanotaeniidae), l'unique représentant du genre Iriatherina.
Il vit en Asie du Sud-Est et dans le nord de l'Australie dans les eaux douces.
Il mesure 4 cm de long. 